# Империя

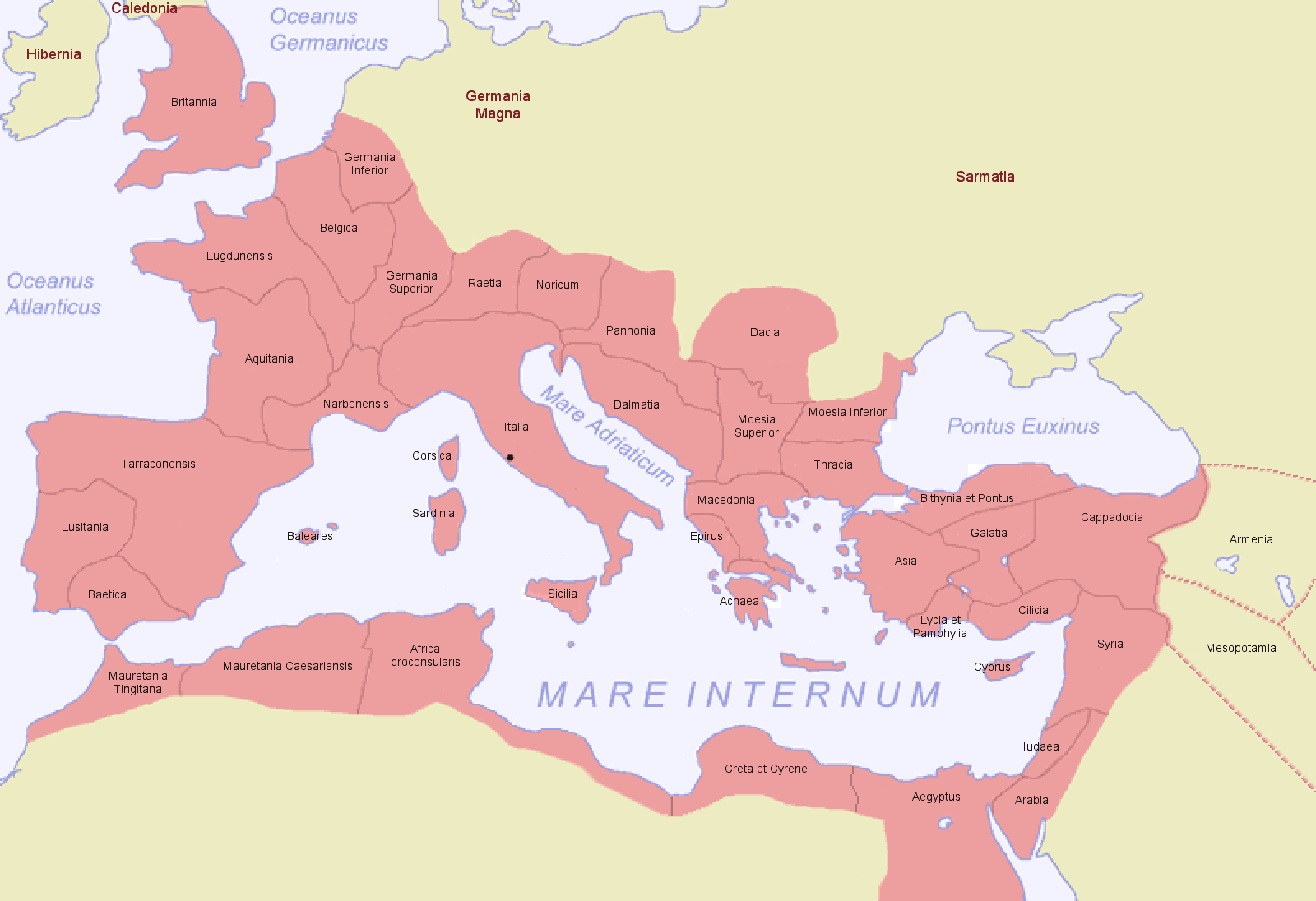
Карта Римской империи в период расцвета

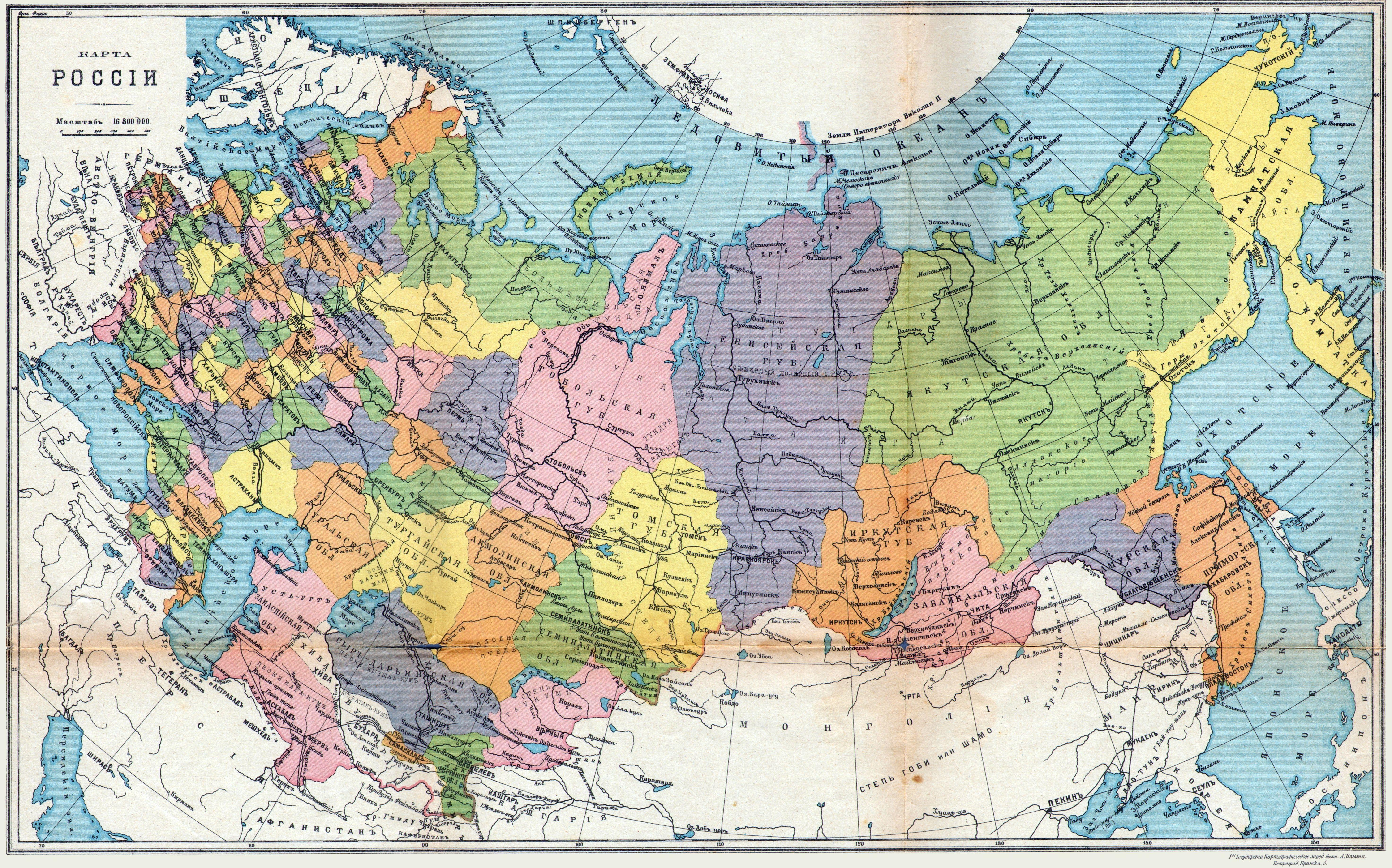
Карта Российской империи (1905 год)

Импе́рия (от лат. imperium — власть) — один из исторических типов государства. Согласно историку Стивену Хау, империя характеризуется тем, что состоит из центра и подчинённой ему периферии, причём эти периферийные области обычно завоёваны. Фредерик Купер и Джейн Бербанк указывают, что для империи характерно различие прав и принципов управления для различных входящих в её состав территорий. В традиционном понимании империя возглавляется императором: словарь Даля определял империю как «государство, властелин которого носит сан императора, неограниченного, высшего по сану правителя»; Большая Советская Энциклопедия, перечисляя в качестве «монархических государств, главой которых является император», Рим после падения республики, восточную часть Римской империи — Византию (просуществовала до 1453 г.), государство Карла Великого (768—814), германскую Священную Римскую империю (962—1806), Российскую империю (1721—1917), Францию при Наполеоне I и Наполеоне III (1-я и 2-я империя) и Австрийскую (1804—1918, с 1868 года — Австро-Венгерскую) империю, отмечает при этом, что империей называют также «организацию колониального господства отдельных буржуазных государств» и в этом смысле можно говорить о Французской империи даже применительно к тому периоду, когда государственный строй Франции носил республиканский характер.

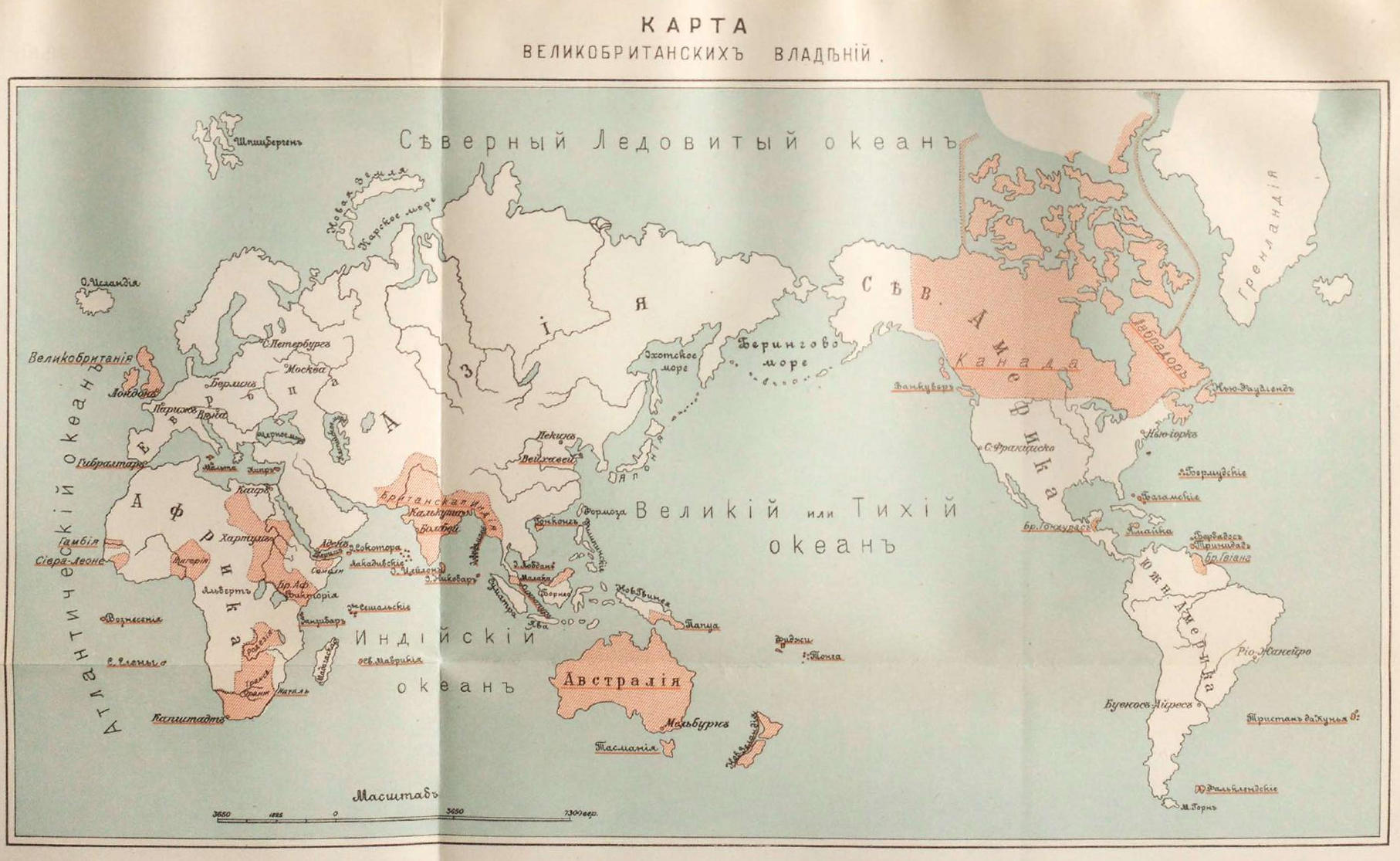
Британская империя — крупнейшая в истории человечества

## Формы империй
Классики геополитики Карл Шмитт и Хэлфорд Маккиндер в своих работах различали два вида империй по форме экспансии. Разделяя все государства по своей геополитике на теллурократические и талассократические, эти мыслители выделили и характерные им имперские формы.
- Теллурократия: континентальные империи при присоединении соседних земель и включении их в свои границы в целях безопасности вынуждены были сразу же превращать их в свои провинции, гарантировать действие имперских законов и обращение имперской валюты. Это приводило к относительно безболезненному включению элит и обществ в имперостроительство. У континентальных империй было два периода расцвета: древнеримский и «наполеоновский».
- Талассократия: сюда относят Британскую, Испанскую, Португальскую, Нидерландскую и Японскую колониальные империи. Существует точка зрения, будто век империи закончился, когда экономическая целесообразность колоний якобы падала, и колониальные империи отказывались от колоний. К началу XXI века практически все колониальные морские империи юридически прекратили своё существование. Согласно другой точке зрения, при юридическом распаде экономическая часть системы колониальной эксплуатации сохранилась и даже получила развитие (см. неоколониализм).

Существует также два типа государств, относимых к империям:
- Монархическое государство во главе с императором. Например, Римская империя пришла на смену Римской республике после узурпации власти Гаем Юлием Цезарем. Равным образом и Французская империя пришла на смену Французской республике после узурпации власти Наполеоном Бонапартом.
- Колониальная держава, установившая своё господство над колониями, зависимыми территориями и протекторатами[5] в интересах метрополии. Например, Британская империя появилась в результате экспансии Английским королевством заморских территорий в XVI веке.

## История империй

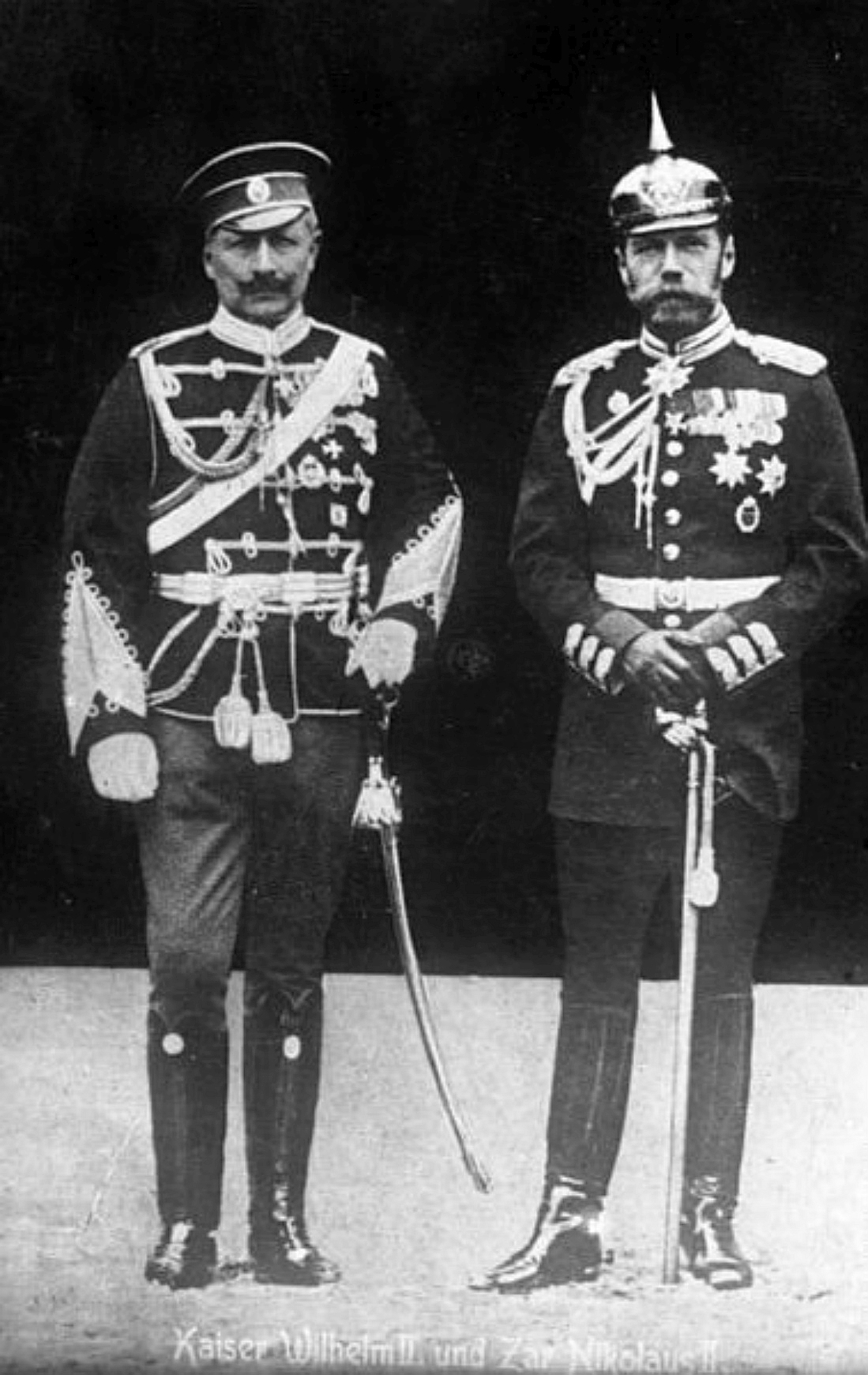
Два императора Николай II (справа) и Вильгельм II.

Исторически первой империей был Аккад, основанный царём Саргоном в 3-м тысячелетии до н. э.. Следующей империей стало Древневавилонское царство, возвысившееся при Хаммурапи во 2-м тысячелетии до н. э. Вавилон становится классическим имперским городом со смешанным населением и высокими башнями («Вавилонская башня»). Для связей между различными частями империй строятся дороги и учреждается почтовая служба. Общественная жизнь регулируется сводом законов Хаммурапи. Соперником Вавилонской империи становится империя хеттов. Как любые сложные образования империи разваливались, а центральная власть слабела, уступая место республиканскому правлению знати.
Новый этап начался в 1-м тысячелетии до н. э., когда образовалась Новоассирийская империя. На место ополчения племён пришла постоянная, регулярная и профессиональная армия. Предпринимались меры по унификации населения империи путём переселения народов. В результате завоевания Новоассирийской державы в союзе с Вавилоном и скифами почти век просуществовала Мидийская империя. Возрождённая Вавилонская империя просуществовала недолго, однако успела запомниться взятием Иерусалима и пленением евреев. Вскоре ко власти в Мидии пришёл восставший вождь племени персов и будущий основатель династии Ахеменидов Кир II Великий и тогда следующей великой империей стала разделённая по мидийскому образцу на сатрапии Персидская империя, в границах которой были объединены страны трёх частей света: Европы, Азии и Африки. Для описания её строя греки использовали слово деспотия. Ветхозаветный пророк Исаия впервые применяет к персидскому царю Киру титул Мессия (Ис. 45:1). Ей на смену пришла недолговечная Македонская империя, которая транслировала имперскую идею в Европу. В отличие от прежних этнархий империя исходила из идеи божественного царя Александра и смешения культур в новую надрегиональную целостность (эллинизм).
После развала Македонской империи в Индии образуется Империя Маурьев, где официальной религией провозглашается буддизм. В III веке до н. э. в Китае Цинь Шихуанди создаёт Циньскую империю, где большая роль принадлежала чиновникам, а важную роль играли общественные работы вроде строительства Великой Китайской стены. 
В Европе в I веке до н. э. Цезарь создаёт Римскую империю. Само слово «империя» римского происхождения. Римская империя делится на провинции, где важную роль играют ветераны — бывшие участники завоевательных походов. На пике могущества Римская империя будет контролировать всё Средиземноморье, и империя будет простираться от Британии до Египта. От Римской империи берут начало Франкская империя, Византийская империя и Священная Римская империя (Австрийская империя). К имени римского императора Цезаря возводили свои титулы русский царь (с 1547 года) и немецкий кайзер (с 1871 года).
В Средние века образовалось несколько империй, например, в результате арабских завоеваний появился Арабский Халифат. В Средней Азии появился и распался Тюркский каганат. Также в XIII-XIV века существовала одна из крупнейших по площади Монгольская Империя, основанная монгольским военачальником Чингисханом. В доколумбовой Америке существовали Империя Инков и Ацтекская империя. В Западной Африке процветала Империя Мали, известная своим богатейшим императором Мансой Мусой. 
В эпоху колониализма обширные территории в Америке захватили Испанская и Португальская Империи. Тогда же, постепенно в колониальную гонку вступили Англия, Франция, Голландия. 
Наполеоновский период приходится на конец XVIII — начало XIX века. В это время процветали такие империи, как: Российская империя, Наполеоновская Франция, Германская империя, Японская империя, Османская империя, Датско-норвежская уния, Персия и другие. Период называется наполеоновским потому, что правление Наполеона Бонапарта пришлось как раз на расцвет этого периода.

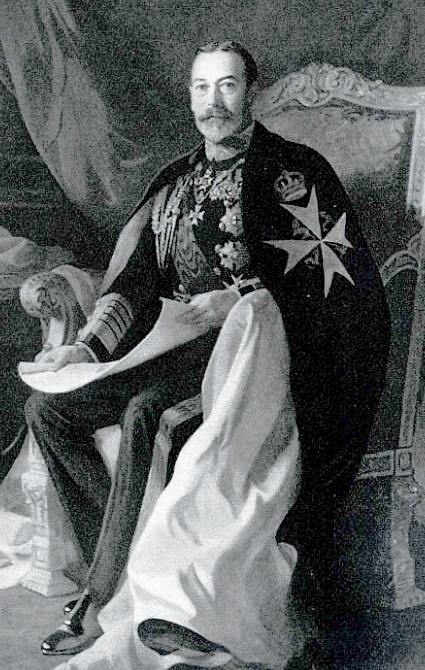
Император Георг V, также был родственником Николая II и Вильгельма II по линии королевы и императрицы Виктории из Ганноверской династии.

После Первой Мировой войне многие империи пришли в упадок или вовсе распались, как например, Российская, Османская и Австро-Венгерская. В эпоху Холодной войны, в ходе деколонизации, окончательно пали все колониальные империи, сохранив лишь небольшие заморские территории.

## История понятия «империи»
В античный период существовало понятие империй, то есть полнота власти. «У римлян империй — высшая государственная власть, принадлежала одному народу, проявлявшему её в законодательстве, верховном суде, в решении вопроса о войне и мире; временно, как высшее полномочие, переносилась на выборных сановников. Императорами в Древнем Риме именовали главнокомандующего римской армией. Глава государства имел титул кесарь (лат. caesar), самодержавного правителя именовали рекс(лат. rex). Со времени Юлия Цезаря и Августа императоры стали кесарями и верховную власть стали отождествлять с императорами. Позже Империя стала обозначать территорию, на которую простиралась верховная власть» правителя. С включением в состав Римской империи всего «цивилизованного» мира античности понятие империи подверглось трансформации и стало пониматься как государство, объединяющее многочисленные страны и народы. Также параллельно с Римской империей существовала могущественная Персидская империя.
Образец «всемирной» Римской империи, дополненный христианской концепцией единой церкви, лёг в основу средневекового понятия империи — объединения всего христианского мира под властью единого монарха, чьей главной обязанностью являлась защита церкви. В условиях феодального общества концепция империи не предполагала и не могла предполагать централизации и бюрократической системы. Империи средневековой Европы — Франкская и Священная Римская — оставались децентрализованными образованиями, чьё единство поддерживалось сакральностью императорской власти.
Возникновение централизованных национальных государств в эпоху нового времени в сочетании с обострением межгосударственных отношений и необходимостью наращивания военного потенциала, а также начало колониальной экспансии привели к возникновению империй: Российской, Испанской, Португальской, Французской, Британской, Османской и других.
Российская империя была третьим по площади из когда-либо существовавших государств (после Британской и Монгольской империй) — простиралась до Северного Ледовитого океана на севере и Чёрного моря на юге, до Балтийского моря на западе и Тихого океана на востоке. Форма правления — Абсолютная монархия до 1905 года. Глава империи — Император Всероссийский.

## Наиболее известные империи
- Арабский халифат (VII—XI века)
  - Омейядский халифат (661—750)
  - Аббасидский халифат (750—945; 1194—1258)
- Ацтекская империя (1325–1512)
- Британская империя (1707—1997)
- Бразильская империя (1822–1889)
- Габсбургская монархия (1526—1804) 
  - Австрийская империя (1804—1867)
  - Австро-Венгерская империя (1867—1918)
- Германская империя (1871—1918)
  - Нацистская Германия (1933—1945)
- Голландская колониальная империя (XVI—XX века)
- Датско-норвежская уния (1536—1814)
- Империя гуннов (IV—V века)
- Империя Великих Моголов (1526—1858)
- Испанская империя (1492—1976)
- Итальянская колониальная империя (1861–1947)
- Империя инков (начало XV века—1532)
- Империя Тимуридов (1370—1507)
- Империя Мали (XIII—XVII века)
- Китайская империя (221 год до н. э.—1912)
  - Империя Цин (1644—1912)
- Империя Маурьев (322 год до н.э.—187 до н.э.)
- Македонская империя (около 338—309 годов до н. э.)
  - Государство Селевкидов (312 до н.э. – 64 до н.э.)
- Монгольская империя (1206—1368)
  - Золотая Орда (1224—1459)
  - Империя Юань (1271—1368)
  - Государство Хулагуидов (1256—1335)
- Новоассирийская империя (X—VI века до н. э.)
- Нововавилонское царство (626 год до н.э.—539 год до н.э.)
- Османская империя (1299—1922)
- Португальская колониальная империя (1415—1999)
- Персидская империя (около 550—330 годов до н. э.)
  - Государство Сасанидов (224—651)
  - Сефевидская Империя (1501—1736)
  - Каджарский Иран (1789—1925)
- Римская империя (27 год до н. э. — 395)
  - Западная Римская империя (395—476) (480)
  - Византийская (Восточная Римская) империя (395—1204; 1261—1453)
- Речь Посполитая (1569—1795)
- Российская империя (1721—1917)
- Франкская империя Карла Великого (800—843)
- Священная Римская империя (962—1806)
- Соединённые Штаты Америки (с 1898 года)
- Тюркский каганат (552—603)
- Французская империя
  - Первая французская империя (1804—1815)
  - Вторая французская империя (1853—1871)
  - Французская колониальная империя (около 1530—1980-х годов)
- Шведская империя (1611—1721)
- Японская империя (1868—1945)